# Aron Sorkin
Aron Bendžamin Sorkin (Njujork, 9. jun 1961) je američki scenarista, producent i pisac pozorišnih komada čiji radovi uključuju filmove kao što su Nekoliko dobrih ljudi, Američki predsednik, Društvena mreža i Formula uspeha kao i televizijske serije Zapadno krilo, Sports Night i Studio 60 na Sunset Stripu.
Nakon što je diplomirao na Univerzitetu u Sirakuzu 1983. godine, Sorkin je veći deo 1980-ih godina proveo u Njujorku kao glumac koji se pokušava probiti. Ipak, svoju strast pronašao je u pisanju pozorišnih komada i vrlo brzo postao jedan od obećavajućih autora. Njegova predstava Nekoliko dobrih ljudi zainteresirala je holivudskog producenta Dejvida Brouna koji je otkupio prava na filmsku ekranizaciju pre nego što je predstava doživjela svoju premijeru na pozorišnoj sceni.
Producentska kuća Castle Rock Entertainment zaposlila je Sorkina za adaptaciju pozorišnog komada Nekoliko dobrih ljudi u dugometražni film. Režirao ga je Rob Rajner, a sam film postao je boks ofis uspeh. Sorkin je rane 1990-e godine proveo pišući još dva scenarija za Kasl Rok: Zloba i Američki predsednik. Sredinom 1990-ih radio je kao konsultant na scenariju za film Bulvort. Njegova televizijska karijera započela je 1998. godine kada je kreirao humorističnu seriju Sports Night na televizijskoj mreži ABC. Druga sezona serije emitovana 1999. godine bila je ujedno i poslednja, ali se i preklapala sa Sorkinovom sledećom serijom koju je kreirao, ovaj put za televizijsku mrežu NBC − Zapadno krilo. Serija je bila izuzetno hvaljena od strane publike i kritike, a osvojila je i brojne prestižne televizijske nagrade Emi i Zlatni globus. Ipak, na kraju četvrte sezone Sorkin napušta seriju (2003. godine). Televiziji se vratio 2006. godine s novom dramskom serijom: Studio 60 na Sunset Stripu koju je takođe kreirao za NBC. Iako je njegov povratak na televiziju bio spektakularno najavljivan (pogotovo preko raznih Internet portala), NBC nije produžio seriju nakon prve sezone zbog vrlo loše gledanosti i mešovitih kritika. Sorkin je za adaptaciju scenarija za film Društvena mreža nagrađen BAFTA-om, Zlatnim globusom i Oskarom.
Nakon više od pune decenije odsustva iz pozorišta, Sorkin se vratio sa adaptacijom vlastitog scenarija The Farnsworth Invention. Predstava je svoju premijeru imala na Brodveju u decembru 2007. godine.
Mnogo godina bio je kokainski zavisnik, ali je nakon hapšenja kojim je zaradio ogroman negativni publicitet otišao je na lečenje i navodno se oporavio. Na televiziji, Sorkin je poznat kao kontrolom opsednuta osoba (engl. control freak) koja svoj posao retko deli s drugima. Njegovo osoblje uglavnom je zaduženo za istraživanje i donošenje priča koje on stavlja na papir. Sorkinov zaštitni znak koji uključuje brze dijaloge i dugačke monologe likova na televiziji je odlično uklopio svojom tehničkom metodom snimanja „hodaj i pričaj” (engl. Walk and Talk) njegov česti saradnik, redatelj Tomas Šlame.

## Rane godine
Aron Sorkin rodio se na Menhetnu u jevrejskog porodici, a odrastao je u bogatom predgrađu Skarsdejl, Njujork. Njegova majka bila je školska učiteljica, a otac advokat koji se borio u Drugom svetskom ratu. Njegovi stariji brat i sestra takođe su postali pravnici. Sorkin se vrlo rano počeo da se zanima za glumu. Pre nego je dosegnuo tinejdžerske godine, roditelji su ga vodili u bioskope gde bi gledao filmove poput Ko se boji Virdžinije Vulf? i Ova sezona šampionata.
Sorkin je išao u srednju školu Skarsdejlu gde se zainteresirao za dramsku grupu i filmski klub. U osmom razredu igrao je generala Balmusia u mjuziklu Lil Ejbner. Godine 1979. Sorkin je upisao Univerzitet u Sirakuzu. U prvoj godini pao je ispit koji je osujetio njegove planove da postane glumac, budući je jedan od kriterijuma za pohađanje dramskog odseka bio da svi studenti moraju da polože ispite koji su bili mandatorni za pohađanje tog dela nastave. Ipak, Sorkin se vratio godinu dana kasnije odlučan da se poboljša, te je diplomirao 1983. godine.

### Nezaposleni glumac, obećavajući pisac
Nakon diplomiranja, Sorkin se seli u Njujork gde radi sve i svašta, uključujući dostavu telegrama, vožnju limuzine, deljenje letaka za promociju lova i ribolova te konobarenje na Brodveju u pozorištima poput Palasa. Jednog vikenda, dok je čuvao kuću prijatelja našao je staru IBM Selektrik pisaću mašinu i započeo je sa pisanjem. O tom događaju kasnije je izjavio: „Osećao sam fenomenalnu samouverenost i radost kakvu nikad pre nisam osetio”.
Nastavio je s pisanjem i uskoro završio svoj prvi pozorišni komad „Uklanjanje svih sumnji” koji je poslao svom starom profesoru pozorišta, Arturu Storču koji je s istim bio impresioniran. Godine 1984. „Uklanjanje svih sumnji” je bio prikazan kao drama na Univerzitetu u Sirakuzu. Nakon toga napisao je „Skriven u ovoj slici”, komad koji je debitovao na of-of-Brodveju 1988. godine u Njujorku. Nakon što je producent Džon A. Makvigan video komad „Skriven u ovoj slici” rekao je Sorkinu da pokuša da pretvori predstavu od jednog čina u potpunu dramu sa imenom „Pravljenje filmova”. Njegova reputacija kao pisca pozorišnih komada brzo se širira pozorišnom scenom u Njujorku.

### Nekoliko dobrih ljudi
Sorkin je inspiraciju za sledeći pozorišni komad, sudsku dramu naziva Nekoliko dobrih ljudi, dobio nakon telefonskog razgovora sa sestrom Deborom koja je upravo diplomirala na Bostonskom univerzitetu i potpisala trogodišnji ugovor kod sudije ratne mornarice. Odlazila je u Guantanamo zaliv kako bi branila grupu marinaca koji su nedavno ubili svog saborca prema zapovesti svog nadređenog oficira. Taj deo priče Sorkin je iskoristio za svoju priču čiji je veliki deo napisao na salvetima dok je konobarisao na Brodveju. Zajedno sa svojim cimerima kupio je Makintoš 512K i nakon što bi se uveče vratio kući, jednostavno bi ispraznio džepove i prekucao na kompjuter ono što je tokom dana napisao.
Godine 1988. Sorkin je prodao filmska prava na svoju dramu producentu Dejvidu Braunu pre nego je pozorišna predstava imala premijeru za, najvjerojatnije, šestocifreni iznos. Braun je pročitao članak u Njujork Tajmsu o Sorkinovoj predstavi u jednom činu „Skriven u ovoj slici” i otkrio da Sorkin ima još jednu dramu imena Nekoliko dobrih ljudi. Braun je bio producent predstave Nekoliko dobrih ljudi na Brodveju u Mjuzik boks teatru. U predstavi je glumio Tom Hals, a režirao ju je Don Skardino. Nakon otvaranja krajem 1989. godine, predstava je izvedena 497 puta.
Sorkin je nastavio da piše „Pravljenje filmova” i 1990. godine je debitovaoe na of-Brodveju u Promenadnom teatru, uz produkciju Džona A. Makvigana i režiju Dona Skardina. U međuvremenu, Dejvid Braun je produkovao par filmova za TriStar Pictures i pokušao da zainteresuje kompaniju za filmsku adaptaciju Nekoliko dobrih ljudi, ali njegov predlog je odbijen zbog nedostatka glavnih glumačkih zvezda. Brauna je kasnije kontaktirao Alan Horn iz firme Castle Rock Entertainment, koji je želeo da snimi film. Rob Rajner, partnerski producent u Kasl Roku, odlučio da režira ovaj film. Film je 1992. godine zaradio četiri nominacije za nagradu Oskar, uključujući i onu za najbolji film godine.

## Scenaristička karijera (1991–1998)

### Rad pod ugovorom za Kasl rok entertejnment
Ranih 1990-ih godina, Sorkin je radio pod ugovorom za Kasl rok entertejnment. Napisao je scenarije za filmove Nekoliko dobrih ljudi, Zloba i Američki predsednik, a sva tri zajedno ostvarila su prihod od oko 400 miliona dolara globalno na bioskopskim blagajnama. Dok je pisao za Kasl rok, sprijateljio se s kolegama kao što su Vilijam Goldman i Rob Rajner te upoznao svoju buduću ženu, Džuliju Bingam koja je bila jedna od pravnica preduzeća. Sorkin je napisao nekoliko verzija scenarija za Nekoliko dobrih ljudi u svom stanu u Njujorku, pritom učeći usavršavanje scenarija iz knjige o scenarističkim formatima. Nekoliko je meseci proveo u službenim pristorijama Kasl roka u Los Anđelesu, radeći na scenariju s Robom Rajnerom. Vilijam Goldman (koji je redovno radio pod ugovorom s Kasl rokom) postao mu je mentor i pomogao mu u adaptaciji njegovog pozorišnog komada u pravi filmski scenario. Film Nekoliko dobrih ljudi režirao je Rob Rajner, a glavne uloge u njemu ostvarili su Tom Kruz, Džek Nikolson, Demi Mur i Kevin Bejkon. Film je produkovao Dejvid Braun, a u bioskopima se pojavio 1992. godine i postao veliki boks-ofis uspeh.
Goldman je uskoro prišao Sorkinu s idejom koju je Sorkin razvio u scenario za film Zloba. Goldman je nadgledao projekt kao kreativni konsultant dok je Sorkin pisao prve dve verzije scenarija. Ipak, zbog obaveza završavanja scenarija za Nekoliko dobrih ljudi, Sorkin je napustio posao pa je scenarista Skot Frank napisao još dve dodatne verzije. Nakon što je produkcija Nekoliko dobrih ljudi završena, Sorkin se vratio i nastavio da piše scenario za Zloba te ga i završio. Harold Beker je režirao film koji je u bioskope pušten 1993. godine, a u kojem su glavne uloge ostvarili Nikol Kidman i Alek Boldvin. Film je imao mešovite kritike među kojima su neki film proglašavali pravom zabavom, a drugi mu zamerali što napetost nije prisutna konstantno.
Sorkinov poslednji scenario za Kasl rok je bio za komediju Američki predsednik na kojem je ponovno sarađivao sa Vilijamom Goldmanom koji je i ovde bio kreativni konsultant. Sorkinu je trebalo par godina da napiše scenario za film koji je u početku imao čak 385 stranica; naravno, kasnije je scenario skraćen na uobičajenih 120 stranica. Film je režirao Rob Rajner, a doživeo je kritički uspeh.

### Konsultant na scenarijima
Sorkin je na nekoliko filmova radio kao konsultant za scenarije. Napisao je par rečenica koje izgovaraju Šon Koneri i Nikolas Kejdž u filmu Stena. Takođe je radio i na scenariju za film Suvišni prtljag, komediji o devojci koja iscenira vlastitu otmicu kako bi zadobila očevu pažnju, a takođe je i napisao par scena Vila Smita u filmu Državni neprijatelj.
Sorkin je radio s Vorenom Bitijem na nekoliko scenarija, od kojih je jedan bio i za film Bulvort. Biti, poznat po tome što ponekad ulaže vlastita finansijska sredstva u pretprodukciju svojih projekata, takođe je unajmio Sorkina za scenario filma Okean oluja koji nikad nije snimljen.

## Literatura
- Sorkin, Aaron (jul 2002). The West Wing Script Book. Newmarket Press. ISBN 978-1-55704-549-2.
- Sorkin, Aaron (februar 2004). The West Wing Seasons 3 & 4: The Shooting Scripts: Eight Teleplays. Newmarket Press. ISBN 978-1-55704-612-3.
- „Interview with Aaron Sorkin” (PDF). On Writing Magazine, Issue 18. The Writers Guild of America, East, Inc. februar 2003. стр. 6. Архивирано из оригинала (PDF) 28. 1. 2007. г. Приступљено 10. 1. 2007.
- Sorkin, Aaron. „Early draft of the Studio 60 on the Sunset Strip pilot script”. Архивирано из оригинала 24. 10. 2009. г. Приступљено 1. 2. 2007.
- Aaron Sorkin and Rob Reiner (2001). From Stage to Screen with Aaron Sorkin and Rob Reiner, A Few Good Men (Special Edition DVD) (Documentary).
- Aaron Barnhart (21. 1. 2007). „Aaron Sorkin, in his own words”. TV Barn (Подкест). Архивирано из оригинала 21. 2. 2007. г.

## Spoljašnje veze
- Aron Sorkin на веб-сајту  (језик: енглески)
- Aaron Sorkin at Moviefone
- Aaron Sorkin at Rotten Tomatoes
- Blog Entries by Aaron Sorkin at The Huffington Post
- „Прикуљене вијести и коментари o чланку Aron Sorkin”. The Guardian.
- Aron Sorkin на веб-сајту  (језик: енглески)